# Jun Uchida
Jun Uchida (Hyogo, 14 oktober 1977) is een Japans voetballer.

## Carrière
Jun Uchida speelde tussen 2000 en 2006 voor Kashima Antlers. Hij tekende in 2006 bij Albirex Niigata.